# 藤原ひろ子
藤原 ひろ子（ふじわら ひろこ、1926年6月19日 - 2021年12月31日）は、日本の教育者、政治家。元衆議院議員（日本共産党公認、通算4期）。日本共産党中央委員会名誉幹部会顧問。夫は京都市教組委員長を務めた藤原富造。選挙時は「藤原広子」とも。

## 来歴
日本統治時代の台湾出身。1944年、京都府立第二高等女学校（現・京都府立朱雀高等学校）を卒業後、小学校教諭、京都市会議員を経て1976年の衆院選に京都1区から立候補し初当選した。この選挙で共産党からは、同選挙区に藤原のほか現職の梅田勝も立候補しており、梅田は落選した。
初当選から通算4期衆議院議員を務めた。この間、1979年の総選挙では、梅田と両者ともに当選を果たした。1990年の総選挙で、梅田とともに両者共倒れを機に引退、地盤は穀田恵二が継承した。
2021年12月31日12時21分、老衰のため、京都市内の介護施設で死去。95歳没。

## 政歴
- 1976年 第34回衆議院議員総選挙 京都1区 当選
- 1979年 第35回衆議院議員総選挙 京都1区 当選
- 1980年 第36回衆議院議員総選挙 京都1区 当選
- 1983年 第37回衆議院議員総選挙 京都1区 落選
- 1986年 第38回衆議院議員総選挙 京都1区 当選
- 1990年 第39回衆議院議員総選挙 京都1区 落選

## その他
藤原の甥（妹の息子）はザ・タイガースのギタリストでミュージシャンの加橋かつみである。またザ・タイガースのメンバーである森本太郎と瞳みのるは藤原の小学校教諭時代の教え子である。